# تيري غرير
تيري غرير (بالإنجليزية: Terry Greer)‏ هو لاعب كرة قدم أمريكية ولاعب كرة القدم الكندية أمريكي، ولد في 27 سبتمبر 1957 في ممفيس في الولايات المتحدة.

## وصلات خارجية
- تيري غرير على موقع مرجع كرة القدم المحترفة.كوم (الإنجليزية)